# Tomasz Kowalczyk (pianista)
Tomasz Kowalczyk (ur. 26 marca 1990 w Lesznie) – polski kompozytor, pianista, poeta, twórca muzyki fortepianowej.

## Edukacja
W 2012 roku ukończył studia w Akademii Nauk Stosowanych im. Jana Amosa Komeńskiego w Lesznie na kierunku „Edukacja artystyczna w zakresie sztuki muzycznej”. W 2014 ukończył Wyższą Szkołę Humanistyczną im. Stanisława Leszczyńskiego w Lesznie na kierunku „pedagogika”.

## Twórczość

### Muzyka
W latach 2018–2025 wydał 17 albumów muzycznych z zakresu muzyki fortepianowej, wokalnej i filmowej, które są dostępne na portalach streamingowych (spotify, deezer, soundcloud applemusic).
Skomponował pieśni do wierszy poety Jana Lechonia: „Sprzeczka”, „Romantyczność”, „Niebo”, „Od Żalu nie uciekniesz”, „W Złotych strzępach liści”, które zostały wydane w postaci EPki. Komponuje muzykę wokalną dla uczestników oraz finalistów Voice of Poland, Szansy na Sukces oraz innych artystów takich, jak: Dominika Wiejak, Julia Mikuła, Magdalena Rom czy Marcin Staszek. Jego utwory były emitowane m.in. w RMF Classic, Polskie Radio, Radio Białystok, Radio Radom, Radio Wnet, Radio Pryzmat, Ciche Radio, Radio Guardian, Radio Elka.
Twórczość Tomasza Kowalczyka została doceniona w prasie oraz magazynach muzycznych zarówno polskich, jak i zagranicznych.
W 2024 roku nagrał album długogrający „Ambasadoria” z zakresu muzyki alternatywno-elektronicznej z dubajskim gitarzystą Seifem Limami.
21 maja 2025 roku wystąpił ze swoim autorskim recitalem zatytułowanym „Geneza dźwięku” w Auli Comeniana. Jego koncert uświetnił obchody Dnia Patrona Akademii Nauk Stosowanych w Lesznie.

### Poezja i literatura
Opublikował 4 książki o sztuce i poezji:
- „Sekret twoich oczu”, Białe Pióro, 2015, ISBN 9788364426391[18] (poezja)
- „Maszynopis z Kawonu”, Poligraf, 2015, ISBN 9788378562993[19] (literatura piękna)
- „Stworzenie Świata”, Poligraf, 2013, ISBN 9788378560753[20] (poezja)
- „Kontrasty”, Poligraf, 2011, ISBN 9788362752744[21] (poezja)

Wydane pozycje spotkały się z dobrymi opiniami u czytelników w serwisie lubimyczytac.pl, oraz pozytywnymi recenzjami, m.in. w serwisie nakanapie.pl.
W 2025 roku wydał „Piano Sheet Music BOOK I” – osiemnaście oryginalnych, własnych kompozycji dla początkujących, średnio zaawansowanych i profesjonalnych pianistów.

## Wybrana dyskografia
Autor ma swój unikalny identyfikator IPI (Interested Parties Information): 00390476637. Pozwala on na jednoznaczne zidentyfikowanie twórcy, jak również skomponowanych utworów, mających swoje identyfikatory ISWC oraz ISRC.

### EP
| Lechoń – 2019 | Lechoń – 2019               | Lechoń – 2019                | Lechoń – 2019 | Lechoń – 2019 |
| Nr            | Tytuł utworu                | Wykonawca                    | Autor wiersza | Długość       |
| ------------- | --------------------------- | ---------------------------- | ------------- | ------------- |
| 1.            | „Niebo”                     | Tomasz Kowalczyk, Julia Roro | Jan Lechoń    | 2:48          |
| 2.            | „Sprzeczka”                 | Tomasz Kowalczyk, Julia Roro | Jan Lechoń    | 3:23          |
| 3.            | „W Złotych Strzępach Liści” | Tomasz Kowalczyk, Julia Roro | Jan Lechoń    | 2:05          |
| 4.            | „Od Żalu nie Uciekniesz”    | Tomasz Kowalczyk, Julia Roro | Jan Lechoń    | 3:18          |
| 5.            | „Romantyczność”             | Tomasz Kowalczyk, Julia Roro | Jan Lechoń    | 2:23          |
|               |                             |                              |               | 13:57         |

### Albumy
| Piano Miniatures – 2019 | Piano Miniatures – 2019     | Piano Miniatures – 2019 |
| Nr                      | Tytuł utworu                | Długość                 |
| ----------------------- | --------------------------- | ----------------------- |
| 1.                      | „I Lost You On Blue Monday” | 2:09                    |
| 2.                      | „Alone With My Minds”       | 4:07                    |
| 3.                      | „My Little Life”            | 3:04                    |
| 4.                      | „Considerance”              | 1:43                    |
| 5.                      | „Soldier’s Tale”            | 3:27                    |
| 6.                      | „Funeral”                   | 2:38                    |
| 7.                      | „Lazy Time”                 | 4:07                    |
| 8.                      | „Sweet Dreams”              | 1:42                    |
|                         |                             | 22:57                   |

| Reminiscences – 2019 | Reminiscences – 2019      | Reminiscences – 2019 |
| Nr                   | Tytuł utworu              | Długość              |
| -------------------- | ------------------------- | -------------------- |
| 1.                   | „Burnt Letters”           | 5:04                 |
| 2.                   | „Boat To Nowhere”         | 3:01                 |
| 3.                   | „Homesickness”            | 3:30                 |
| 4.                   | „Dreaming”                | 3:58                 |
| 5.                   | „Spacetravel Home”        | 4:02                 |
| 6.                   | „Playing Without Borders” | 2:25                 |
| 7.                   | „Imperfect”               | 4:07                 |
| 8.                   | „Anxiety Of Butterflies”  | 2:37                 |
|                      |                           | 28:44                |

| Visions – 2020 | Visions – 2020        | Visions – 2020 |
| Nr             | Tytuł utworu          | Długość        |
| -------------- | --------------------- | -------------- |
| 1.             | „Heaven Without You”  | 4:20           |
| 2.             | „Waiting For You”     | 4:28           |
| 3.             | „Black Eyes”          | 3:50           |
| 4.             | „Ayahuasca”           | 4:00           |
| 5.             | „Nothing Means All”   | 4:18           |
| 6.             | „The King of The Key” | 3:51           |
| 7.             | „Portrait of a Woman” | 3:34           |
|                |                       | 28:21          |

| Future and Past – 2021 | Future and Past – 2021  | Future and Past – 2021               | Future and Past – 2021 |
| Nr                     | Tytuł utworu            | Wykonawca                            | Długość                |
| ---------------------- | ----------------------- | ------------------------------------ | ---------------------- |
| 1.                     | „Shades Of Love”        | Tomasz Kowalczyk                     | 3:45                   |
| 2.                     | „Wieczność”             | Tomasz Kowalczyk, Klaudia Nowakowska | 3:17                   |
| 3.                     | „Through The Window”    | Tomasz Kowalczyk                     | 4:35                   |
| 4.                     | „Prelude To Fear”       | Tomasz Kowalczyk                     | 1:26                   |
| 5.                     | „Lato Lub Jesień”       | Tomasz Kowalczyk, Marcin Staszek     | 3:01                   |
| 6.                     | „Small Disasters”       | Tomasz Kowalczyk                     | 3:32                   |
| 7.                     | „Für Elise”             | Tomasz Kowalczyk                     | 3:32                   |
| 8.                     | „At Nighttime With You” | Tomasz Kowalczyk                     | 4:26                   |
| 9.                     | „Świat To Za Mało”      | Tomasz Kowalczyk, Marcin Staszek     | 3:02                   |
| 10.                    | „My Lovely Madness”     | Tomasz Kowalczyk                     | 4:17                   |
|                        |                         |                                      | 34:53                  |

| Moods – 2021 | Moods – 2021                | Moods – 2021 |
| Nr           | Tytuł utworu                | Długość      |
| ------------ | --------------------------- | ------------ |
| 1.           | „Fireflies”                 | 4:38         |
| 2.           | „Bodies Of Shapes”          | 4:21         |
| 3.           | „Waltz In B Minor”          | 3:04         |
| 4.           | „Zodiak”                    | 4:07         |
| 5.           | „With You In The Garden”    | 1:49         |
| 6.           | „Carum Est, Quod Rarum Est” | 4:27         |
| 7.           | „Losing Myself”             | 3:43         |
| 8.           | „Przytul”                   | 4:37         |
|              |                             | 30:46        |

| Cantabile – 2021 | Cantabile – 2021            | Cantabile – 2021                   | Cantabile – 2021 |
| Nr               | Tytuł utworu                | Wykonawca                          | Długość          |
| ---------------- | --------------------------- | ---------------------------------- | ---------------- |
| 1.               | „Embrance”                  | Tomasz Kowalczyk, Magdalena Rom    | 4:36             |
| 2.               | „Kołysanka”                 | Tomasz Kowalczyk, Julia Mikuła     | 2:41             |
| 3.               | „Nie Czuję Nic”             | Tomasz Kowalczyk, Magdalena Rom    | 3:35             |
| 4.               | „Sprzeczka”                 | Tomasz Kowalczyk, Julia Roro       | 3:23             |
| 5.               | „Świat”                     | Tomasz Kowalczyk, Julia Roro       | 3:34             |
| 6.               | „Jaruna”                    | Tomasz Kowalczyk, Julia Mikuła     | 3:52             |
| 7.               | „Romantyczność”             | Tomasz Kowalczyk, Julia Roro       | 2:23             |
| 8.               | „Lato lub jesień”           | Tomasz Kowalczyk, Marcin Staszek   | 3:01             |
| 9.               | „W Złotych Strzępach Liści” | Tomasz Kowalczyk, Julia Roro       | 2:05             |
| 10.              | „Od Żalu Nie Uciekniesz”    | Tomasz Kowalczyk, Julia Roro       | 3:18             |
| 11.              | „Niebo”                     | Tomasz Kowalczyk, Julia Roro       | 2:49             |
| 12.              | „Wieczność”                 | Tomasz Kowalczyk, Klaudia Kowalska | 3:17             |
| 13.              | „Świat to za mało”          | Tomasz Kowalczyk, Marcin Staszek   | 3:02             |
| 14.              | „Przytul”                   | Tomasz Kowalczyk, Magdalena Rom    | 4:37             |
|                  |                             |                                    | 46:13            |

| Piano Divinity – 2022 | Piano Divinity – 2022      | Piano Divinity – 2022 |
| Nr                    | Tytuł utworu               | Długość               |
| --------------------- | -------------------------- | --------------------- |
| 1.                    | „Aokigahara”               | 5:16                  |
| 2.                    | „Day of Sanghia”           | 6:06                  |
| 3.                    | „Paranirwana Aria”         | 5:12                  |
| 4.                    | „Artuditu”                 | 3:28                  |
| 5.                    | „Death of Samurai”         | 5:04                  |
| 6.                    | „Birth”                    | 5:44                  |
| 7.                    | „Everything ends in light” | 5:34                  |
|                       |                            | 36:24                 |

| Theatric Arteries – 2022 | Theatric Arteries – 2022 | Theatric Arteries – 2022 |
| Nr                       | Tytuł utworu             | Długość                  |
| ------------------------ | ------------------------ | ------------------------ |
| 1.                       | „Beginning Of”           | 3:33                     |
| 2.                       | „LSD”                    | 5:12                     |
| 3.                       | „Transition”             | 3:33                     |
| 4.                       | „Alternative Paradise”   | 4:25                     |
| 5.                       | „Loneliness At War”      | 5:10                     |
| 6.                       | „Artists”                | 3:11                     |
| 7.                       | „Putin Psycho”           | 4:46                     |
|                          |                          | 29:50                    |

| Pianology – 2022 | Pianology – 2022            | Pianology – 2022 |
| Nr               | Tytuł utworu                | Długość          |
| ---------------- | --------------------------- | ---------------- |
| 1.               | „Dragon’s Blood”            | 5:15             |
| 2.               | „Cinnamon Stores”           | 3:56             |
| 3.               | „Sunrise And Sunset”        | 4:15             |
| 4.               | „Fall Into The Stars”       | 4:25             |
| 5.               | „Sad Story About My Fears”  | 3:33             |
| 6.               | „Looking For Another Days”  | 1:56             |
| 7.               | „Tell Me Something Special” | 3:31             |
| 8.               | „Mr Black”                  | 3:58             |
| 9.               | „To the Gone Heart”         | 3:26             |
|                  |                             | 34:15            |

| Broken – 2023 | Broken – 2023           | Broken – 2023 |
| Nr            | Tytuł utworu            | Długość       |
| ------------- | ----------------------- | ------------- |
| 1.            | „Looking for Fireflies” | 4:39          |
| 2.            | „Streams””              | 3:48          |
| 3.            | „Ode to Mother”         | 3:54          |
| 4.            | „Obverse””              | 3:10          |
| 5.            | „Day of not Awakening”  | 2:12          |
| 6.            | „Miscreance””           | 4:16          |
| 7.            | „Simple Conversation”   | 6:15          |
| 8.            | „Ridiculous””           | 3:37          |
| 9.            | „Lacrimation””          | 4:06          |
|               |                         | 35:57         |

| Heroinimus – 2024 | Heroinimus – 2024           | Heroinimus – 2024 |
| Nr                | Tytuł utworu                | Długość           |
| ----------------- | --------------------------- | ----------------- |
| 1.                | „Postcode with no Letter”   | 4:10              |
| 2.                | „Colour of Farewelllesness” | 3:33              |
| 3.                | „Lullaby for Vision”        | 3:29              |
| 4.                | „Repairing a Porcelain Box” | 3:52              |
| 5.                | „Mandarin without Head”     | 3:01              |
| 6.                | „Blinding Stars”            | 2:31              |
| 7.                | „Holy Dreams about Nowhere” | 3:26              |
|                   |                             | 24:02             |

| Piano Diary – 2024 | Piano Diary – 2024      | Piano Diary – 2024 |
| Nr                 | Tytuł utworu            | Długość            |
| ------------------ | ----------------------- | ------------------ |
| 1.                 | „Vision Of Nothingness” | 5:13               |
| 2.                 | „Flamingo Morning”      | 4:12               |
| 3.                 | „Eclipse of the Heart”  | 1:41               |
| 4.                 | „Love Aria”             | 3:37               |
| 5.                 | „Interstellar Echoes”   | 4:55               |
| 6.                 | „Farewell”              | 4:32               |
| 7.                 | „Romantic Waltz”        | 3:50               |
| 8.                 | „Childhood”             | 4:47               |
| 9.                 | „Scherzo Miniature”     | 0:45               |
|                    |                         | 33:32              |

| Piano Works – 2024 | Piano Works – 2024            | Piano Works – 2024 |
| Nr                 | Tytuł utworu                  | Długość            |
| ------------------ | ----------------------------- | ------------------ |
| 1.                 | „Prelude”                     | 1:03               |
| 2.                 | „Rainy Day”                   | 5:06               |
| 3.                 | „The Pit And Pendulum”        | 4:57               |
| 4.                 | „Face Of The Universe”        | 4:16               |
| 5.                 | „Flowers”                     | 3:47               |
| 6.                 | „Before The Silence Will Die” | 3:02               |
| 7.                 | „Village”                     | 2:37               |
| 8.                 | „Lonely Princess”             | 4:16               |
|                    |                               | 29:04              |

| Nowadays – 2024 | Nowadays – 2024  | Nowadays – 2024 |
| Nr              | Tytuł utworu     | Długość         |
| --------------- | ---------------- | --------------- |
| 1.              | „Soul Distiller” | 4:50            |
| 2.              | „For Shoes”      | 3:46            |
| 3.              | „Psalm”          | 4:13            |
| 4.              | „Love Poem”      | 3:35            |
| 5.              | „Age Of Empires” | 3:17            |
| 6.              | „Butterflies”    | 3:30            |
| 7.              | „Hope”           | 3:23            |
|                 |                  | 26:34           |

| Reminiscences II – 2024 | Reminiscences II – 2024   | Reminiscences II – 2024 |
| Nr                      | Tytuł utworu              | Długość                 |
| ----------------------- | ------------------------- | ----------------------- |
| 1.                      | „Lullaby For Cockroaches” | 3:05                    |
| 2.                      | „Helpless And Hopeless”   | 6:03                    |
| 3.                      | „Chilling In The Water”   | 3:44                    |
| 4.                      | „Alone In The Rain”       | 5:32                    |
| 5.                      | „Love At Night”           | 4:17                    |
| 6.                      | „Another Day Of Paradise” | 3:36                    |
| 7.                      | „Small Window”            | 2:20                    |
| 8.                      | „Short Story About Devil” | 3:41                    |
| 9.                      | „Dream Of You And Me”     | 3:36                    |
|                         |                           | 35:54                   |

| Ambasadoria – 2024 | Ambasadoria – 2024 | Ambasadoria – 2024            | Ambasadoria – 2024 |
| Nr                 | Tytuł utworu       | Wykonawca                     | Długość            |
| ------------------ | ------------------ | ----------------------------- | ------------------ |
| 1.                 | „Dolly”            | Tomasz Kowalczyk, Seif Limami | 3:43               |
| 2.                 | „Africa”           | Tomasz Kowalczyk              | 2:49               |
| 3.                 | „Perseids”         | Tomasz Kowalczyk, Seif Limami | 4:24               |
| 4.                 | „SMALEC”           | Tomasz Kowalczyk              | 3:14               |
| 5.                 | „Touch”            | Tomasz Kowalczyk, Seif Limami | 3:45               |
| 6.                 | „I Lost”           | You Tomasz Kowalczyk          | 3:40               |
| 7.                 | „Cradle”           | Tomasz Kowalczyk, Seif Limami | 3:22               |
| 8.                 | „Outro”            | Tomasz Kowalczyk              | 2:23               |
|                    |                    |                               | 27:20              |

| Elysium – 2025 | Elysium – 2025                           | Elysium – 2025 |
| Nr             | Tytuł utworu                             | Długość        |
| -------------- | ---------------------------------------- | -------------- |
| 1.             | „New Beginning”                          | 4:27           |
| 2.             | „The Romanticism of Psychedelic Customs” | 3:32           |
| 3.             | „Over and Over Again”                    | 5:51           |
| 4.             | „Loving these Days”                      | 5:10           |
| 5.             | „Your Story”                             | 3:44           |
| 6.             | „In Memoriam”                            | 5:32           |
| 7.             | „Fantaisie-Impromptu”                    | 5:16           |
| 8.             | „Caprice”                                | 3:04           |
|                |                                          | 36:36          |

Źródło: Gazeta piastowska.